# Cheilotoma
Cheilotoma — рід жуків з підродини клітрин у родині листоїдів.

## Перелік видів
Деякі види роду:
- Cheilotoma beldei (Kasap, 1984)
- Cheilotoma erythrostoma (Faldermann, 1837)
- Cheilotoma fulvicollis (Sahlberg, 1913)
- Cheilotoma musciformis (Goeze, 1777)
- Cheilotoma voriseki (Medvedev et Kantner, 2003)